# Tongariro

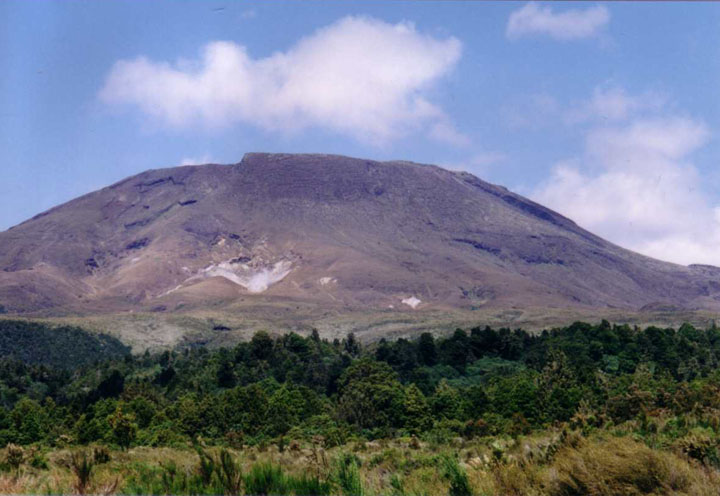
Monte Tongariro

Monte Tongariro é um vulcão complexo na Ilha do Norte da Nova Zelândia. Ele está localizado a 20 km ao sudoeste do Lago Taupo e é o mais setentrional dos três vulcões ativos que dominam a paisagem do centro da Ilha do Norte.
O Tongariro faz parte do complexo vulcânico Tongariro, que consiste em quatro maciços feitos de andesita: Tongariro, Kakaramea, Pihanga e Ruapehu. As erupções andesíticas deram forma a Tongariro, um estratovulcão íngreme, alcançando uma altura de 1.978 metros. O monte é composto de camadas de lava e piroclasto que irromperam 275.000 anos atrás.